# Patrick Deby

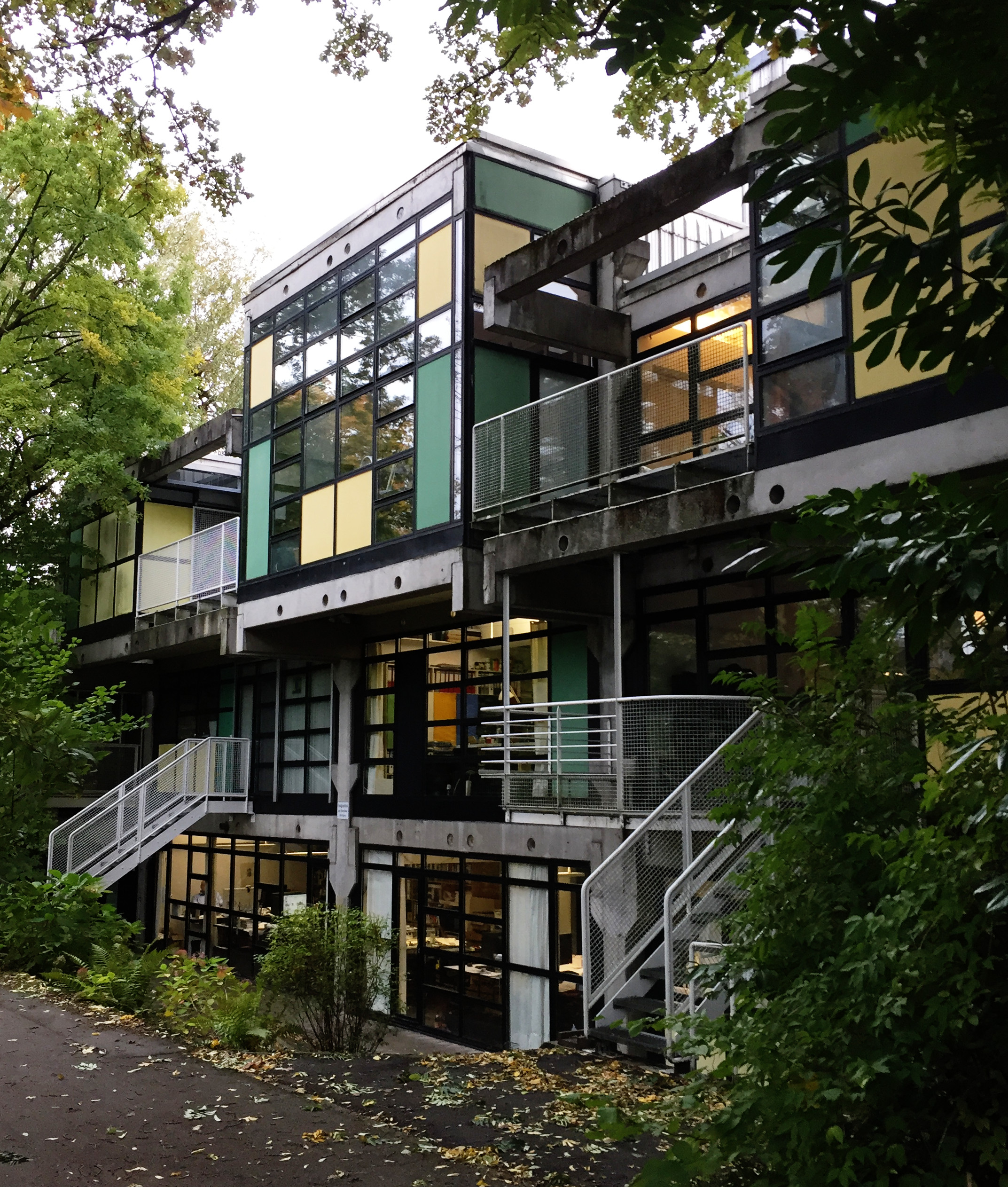
Wohnanlage Genter Straße, München-Schwabing

Patrick Deby (* 1938 in München) ist ein deutscher Architekt und emeritierter Hochschullehrer.

## Werdegang
Patrick Deby studierte Architektur an der Technischen Universität München und hatte nach dem Diplom einen Lehrauftrag an der Fachhochschule München. Später wurde er zum Professor an die Hochschule München berufen, 2004 wurde er emeritiert. Mit Jochen Baur und Otto Steidle gründete er 1974 das Architekturbüro StadtEntwicklungPlanung (SEP) in München. Er ist Mitglied im Bund Deutscher Architekten und im Deutschen Werkbund.

## Bauten
- 1971: Wohnanlage Genter Straße, München-Schwabing mit Otto Steidle, Doris und Ralph Thut, Gerhard Niese, Hans Rehm und Roland Sommerer[2]
- 1971–1973: Pfarrzentrum, Erdweg mit Otto Steidle, Gerhard Niese und Eckart Boeck
- 1972–1973: Pfarrzentrum, Rieden/Soyen mit Otto Steidle, Gerhard Niese und Eckart Boeck
- 1972–1974: Wohnanlage Peter-Paul-Althaus-Straße 9, München-Schwabing mit Otto Steidle, Eckart Boeck und Gerhard Niese
- 1972–1974: Pfarrzentrum, Perlach Ost mit Otto Steidle, Gerhard Niese und Eckart Boeck
- 1973–1974: Elementa '72 - Experimenteller Wohnungsbau, Langwasser mit Otto Steidle, Gerhard Niese, Roland Sommerer, Jan Vanek und Eckart Boeck[3]
- 1973–1975: Wohnhaus Georgenstraße, München-Schwabing mit Otto Steidle, Gerhard Niese und Jens Freiberg
- 1974–1976: Wohnanlage BMW, Dingolfing mit Steidle + Partner, Gerhard Niese und Eckart Boeck[4]
- 1975–1976: Kindergarten, Erdweg mit Otto Steidle und Gerhard Niese
- 1977: Hofbebauung Kaulbachstraße 64, München-Schwabing mit Otto Steidle und Gerhard Niese
- 1978–1979: Pfarrhaus, Erdweg mit Otto Steidle und Alexander Lux
- 1977–1979: St. Michael, Rosenheim mit Otto Steidle und Rüdiger Fritsch
- 1980–1981: Mehrfamilienhäuser am Wittelsbacher Ring, München-Nymphenburg mit Otto Steidle, Leo Fritsch und Alexander Lux
- 1980–1982: Stadthäuser Lützowstraße, Berlin-Tiergarten mit Otto Steidle, Rüdiger Fritsch, Gabriele Ruoff und Roland Sommerer
- 1981–1987: Integriertes Wohnen, München-Nymphenburg mit Otto Steide, Bernd Jungbauer, Hans Kohl, Jochen Baur, Roland Sommerer und Gottfried Hansjakob[5]
- 1990: Mehrfamilienhaus, München

## Ehrungen und Preise
- 1975: BDA-Preis Bayern für Wohnanlage BMW, Dingolfing[6]
- 1977: BDA-Preis Bayern für Kindergarten, Erdweg[7]
- 1981: BDA-Preis Bayern für St. Michael, Rosenheim[8]
- 1987: BDA-Preis Bayern für Integriertes Wohnen, München-Nymphenburg[9]
- 1994: Deutscher Bauherrenpreis für Mehrfamilienhaus, München[10]
- 2022: Klassik Nike für Wohnanlage Genter Straße, München-Schwabing
- Wohnanlage Genter Straße ist Baudenkmal von Schwabing
- Elementa '72 ist Baudenkmal von Nürnberg-Langwasser[11]

## Ehemalige Mitarbeiter
- 1989–1990: Michael Deppisch